# Nidularium mangaratibense
Nidularium mangaratibense är en gräsväxtart som beskrevs av Elton Martinez Carvalho Leme. Nidularium mangaratibense ingår i släktet Nidularium och familjen Bromeliaceae. Inga underarter finns listade i Catalogue of Life.